# Павликів Теофіл Михайлович

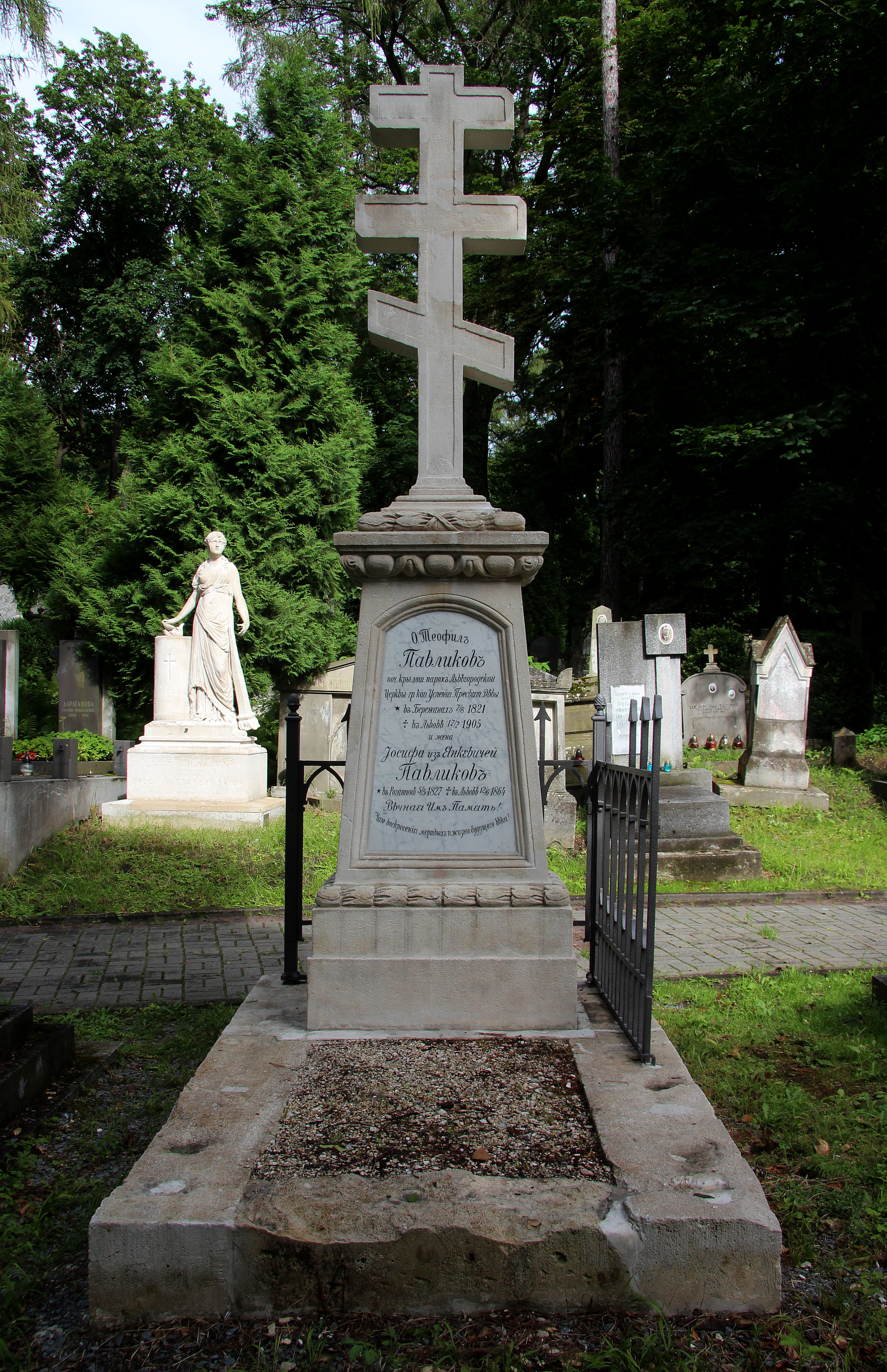

о. Теофіл (Теофіль) Михайлович Павликів (7 серпня 1821, Бережани — 17 липня 1905, Львів) — руський (український) педагог, греко-католицький священник, політичний і громадський діяч, москвофіл. Батько співачки Марії Павликів.

## Життєпис
Народився 7 серпня 1821 року в сім'ї пароха Бережан.
Навчався в Бережанській гімназії Закінчив Львівську духовну семінарію, був висвячений у 1846 році. Від 1846 року адміністратор парафії Дунаїв поблизу Бережан, парох Бережан (1846—1858, або з 1847 року), водночас учитель Бережанської гімназії (перший викладач руської (української) мови в Бережанській гімназії. З 1858 року парох Успенської (Волоської) церкви у Львові, з 1869 року львівський декан, крилошанин митрополичої капітули.
Авторитетний лідер москвофілів, входив до складу проводу багатьох москвофільських товариств, перший голова «Руської ради», у 1880—1884 роках очолював «Общество ім. М. Качковського».
Автор статей у пресі, скарбник «Руської ради». Його особистий архів зберігають у Львівській науковій бібліотеці ім. В. Стефаника.
Помер у Львові 17 липня 1905 року. Похований на полі № 4 Личаківського цвинтаря.

### Громадсько-політична діяльність
Посол до Галицького крайового сейму в 1861—1866 роках (округ Бережани — Перемишляни, IV курія, входив до «Руського клубу»), 1867—1869 (округ Підгайці — Козова, IV курія, входив до «Руського клубу»), 1873—1876 (округ Белз — Угнів — Сокаль, IV курія, входив до «Руського клубу», обраний замість о. Йосифа Яюса, повноваження якого не були затверджені). Один з найздібніших і найактивніших парламентарів, промовляв ледь не щозасідання. Посол до Райхсрату в 1873—1879 роках.